# Liste des seigneurs de Rougé
La terre de Rougé en Loire-Atlantique près de Châteaubriant est le fief originel de l'ancienne famille des seigneurs de Rougé, qui en prit le nom. La seigneurie de Rougé appartient successivement aux seigneurs de Rougé, à la famille de Châteaugiron, à la famille de Malestroit, à la famille de Laval, à la maison de Montmorency et à la maison de Condé.

## Origine
Les premiers seigneurs de Rougé étaient un lignage du nord du comté nantais, qui tenait une motte féodale dans la paroisse de Rougé. Ce nom est mentionné pour la première fois en 1045, dans la charte de fondation du prieuré de Saint-Jean de Béré par les puissants seigneurs de Châteaubriant, ils sont encore des vassaux de ces derniers. Dans cet acte est nommé feu Tual ou Teher, dominus de Rougé. Sa famille occupe une place importante, Tual est le père de trois fils Main possessionné à Ercé près du Semnon. Ses frères nommé; Hervé et Mirhen ont leurs domaines à Rougé et Moisdon
Lorsque le duc Jean II convoque à la mi-août 1294 à Ploërmel ses vassaux directs. Dans le fameux « Livre des Ostz » qui répertorie en détail l'ensemble des fiefs et leur seigneur répartis en sept baillies, le seigneur de Rougé qui est alors Guillaume Ier fils d'Olivier III et de Agnès de Derval, est reconnu devoir « X sous de chacune masure de terre ».
Lors du Combat de La Roche-Derrien, le 20 juin 1347, les anciens seigneurs de Rougé combattent au premier rang au côté du bienheureux Charles de Blois contre Jean de Montfort. Trois générations de chevaliers des seigneurs de Rougé y seront tués en une journée: Guillaume Ier de Rougé-Derval son fils Jean Ier de Rougé, et son petit-fils Jean [II] de Rougé.

## SeigneursdeRougé
Les premiers sires de Rougé dont on ait connaissance vivaient au commencement du XIe siècle. Jusqu'à Yvon de Rougé qui vivait en 1130 ils ne sont connus que par des donations lors de fondations d'abbayes. Selon Frédéric Morvan la suite des seigneurs de Rougé s'établit comme suit: 
- Bonabes Ier de Rougé se ligue avec plusieurs seigneurs contre Henri II roi d’Angleterre[6].
  - Olivier Ier de Rougé, son fils père de Olivier II  et de Bonabes II:
    - Olivier II (mort en 1206) son fils s.p.
    - Bonabes II de Rougé (vers 1219-1242) son frère épouse d'Alice de Châteaubriant
      - Bonabes III, leur fils attesté en 1248 , est le père du suivant ;
        - Olivier III de Rougé (vers 1249-1289) épousa Agnès de Derval elle lui apporta la baronnie de Derval et tous les biens de cette maison illustre.
          - Guillaume Ier de Rougé (attesté en 1294 & 1331) , son fils épouse Eustachie fille du sire Emery de Neuville[4].
            - Bonabes III de Rougé fils ainé, mort après 1338 épouse Jeanne de Maillé s.p.
            - Jean Ier de Rougé son frère, tué en 1347 à la Bataille de La Roche-Derrien
              - Jean [II] tué en 1347, son fils ainé tué au même combat.
              - Bonabes IV de Rougé son frère, quitte le service du duc de Bretagne et s'attacha à celui du roi Jean Il fut fait prisonnier avec lui à la bataille de Poitiers en 1356 et après avoir payé sa rançon ce monarque lui donna la vicomtée de la Guerche en Touraine[4].
                - Jean III de Rougé et de Derval son fils ainé, vivant en 1381
                - Guillaume II de Rougé dit Galhot son frère mort en 1398 épouse Marguerite fille de Jean de Beaumanoir maréchal de Bretagne et de Marguerite de Rohan[4].
                  - Jean IV de Rougé, (mort en 1416) son fils, épouse Béatrix fille de Jean de Rieux maréchal de France et de Jeanne de Rochefort[4].
                  - Jeanne de Rougé, (morte en 1413) sa sœur et son héritière, apporta la seigneurie de Rougé dans la maison de Chàteaugiron en épousant Armel II de Châteaugiron [4].
                    - Leur fille Valence épousa Geoffroi de Châteaugiron dit de Malestroit († 1463), son cousin  à qui elle apporta la seigneurie de Rougé[4].
                      - Jean de Malestroit dit de Derval, leur fils, seigneur de Châteaugiron de Derval de Rougé etc. épousa Hélène de Laval fille de Guy XIV de Laval et de Montforfr baron de Vitré et de Isabelle de Bretagne fille du duc de Bretagne Jean V et de Jeanne de France[4].

les seigneuries de Combourg, Malestroit, Châteaugiron, Rougé et Derval échoient à Françoise de Rieux, fille de Jean IV de Rieux puis successivement dans les maisons  de Laval de Montmorency et de Condé.